# Canotila
Canotila (Canotina, Tree Dwellers, Woods Elves), Canotila su šumski duhovi folklora Siouxa, obično se pojavljuju kao duhovi ili patuljci. "Canoti" doslovno znači "stanovnik drveća", a "canotila" znači "mali stanovnik drveća". Smatrali su ih glasnicima iz svijeta duhova i često su se Sijuksima pojavljivali u snovima.
Ostali nazivi: Canoti, Can Oti, Canotina, Chan-o-te-na, Can'otial, C'an Do't'idah, Can Hotidan, Chanhotina, Can-o-tila, Cano'ti'na, Hohno'gicidan , Chahoterdah , Oh-no-ge-cha, Oglugechana, Ungnagicaca